# Erhard Milch
Erhard Milch (Wilhelmshaven, 30 de marzo de 1892 - Düsseldorf, 25 de enero de 1972) fue un oficial de la Luftwaffe, que alcanzó el grado de Mariscal de Campo. Fue uno de oficiales superiores que gestionó el desarrollo de la Luftwaffe, como parte del plan de rearme de Alemania tras la Primera Guerra Mundial.

## Inicios
Milch nació en Wilhelmshaven. Se alistó al ejército alemán y alcanzó el grado de oficial de artillería. Durante la Primera Guerra Mundial sirvió en el frente oriental, siendo destinado posteriormente al Servicio Aéreo del ejército alemán, donde se entrenó como observador aéreo.

## Periodo de entreguerras
Al finalizar la guerra, había ascendido hasta tener al VI escuadrón aéreo bajo su mando, rango obtenido en octubre de 1918. Continuó en el ejército hasta 1920, año en que llevó su experiencia en aeronáutica al sector privado. 

### Sector privado
Su carrera en el sector privado refleja el turbulento estado de la emergente industria de las aerolíneas. Junto a un compañero de escuadrón, Gotthard Sachsenberg, fundó una pequeña compañía aérea en Dánzig bajo la bandera de Lloyd Luftdienst, unión de diferentes aerolíneas regionales alemanas. La compañía, que unía Danzig con los Estados bálticos, se llamó simplemente Lloyd Ostflug. En 1923, cuando Lloyd Luftdienst se fusionó con su rival Aero Union para formar Deutscher Aero Lloyd, se convirtió en director de su compañía subsidiaria, Danziger Luftpost. Tras esto, Milch y Sachsenberg fueron a trabajar para la empresa rival Junkers Luftverkehr, donde Sachsenberg había sido nombrado director. Sachsenberg mantuvo tal posición hasta 1925, cuando Milch le arrebató el puesto. Fue desde esta posición que Milch gestionó la fusión de Junkers Luftverkehr con su compañía anterior, Deutscher Aero Lloyd, en 1926, convirtiéndose en el primer director general de Deutsche Lufthansa.

### Carrera política
En 1933, Milch se convirtió en secretario de estado del recién creado Reichsluftfahrtministerium (el Ministerio de Aviación del Reich o RLM), respondiendo directamente ante Hermann Göring. Desde su posición, fue fundamental en el establecimiento de la Luftwaffe, responsable originalmente de la producción armamentística, aunque Ernst Udet pronto empezó a tomar la mayoría de las decisiones relacionadas con la aviación militar. Milch usó rápidamente su posición para mejorar sus contactos personales con otras personalidades de la industria de la aviación, como Hugo Junkers o Willy Messerschmitt.

### Dudas sobre su origen

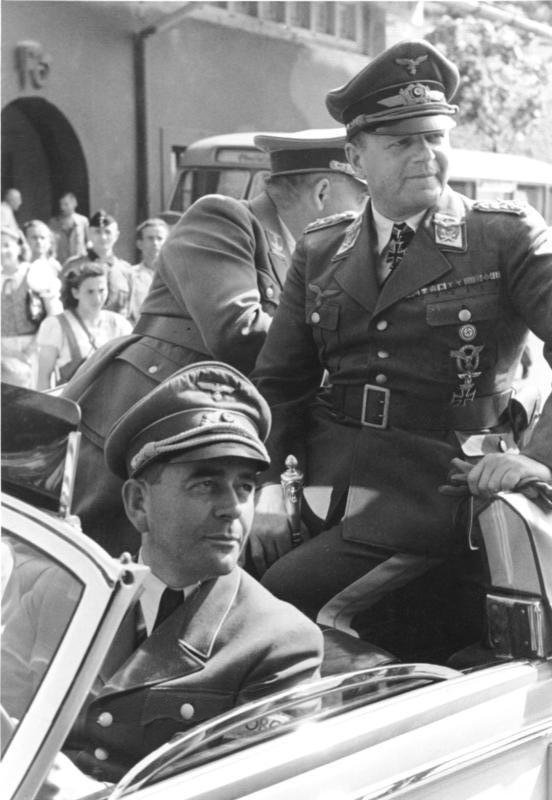
Erhard Milch junto a Albert Speer.

En 1935, el origen étnico de Milch fue puesto en duda cuando comenzaron a circular rumores de que su padre, Anton Milch, era judío. La Gestapo inició una investigación que fue detenida por Hermann Wilhelm Göring al obligar a la madre de Milch a firmar un certificado según el cual Anton no era el verdadero padre de Erhard y sus hermanos, sino su tío Karl Brauer. Estos eventos, y la posterior extensión de un Certificado de Sangre Alemán para Milch, fueron el motivo de que Göring dijera su famosa frase: «Yo decido quién es judío y quién no». En realidad Milch nunca fue «arianizado», como dejó claro ante el tribunal que le juzgó en Núremberg. Los rumores sobre la ascendencia judía de Milch habían comenzado en el otoño de 1932 y, posteriormente, en la Alemania nazi sería impensable que un secretario de Estado tuviera una porción de sangre «no aria». Anton Milch, quien se había casado con Klara Vetter, era un simple boticario de la marina. También es cierto que el padre de Anton Milch se llamaba Benno, un nombre muy usado por los católicos alemanes. La investigación de la Gestapo solamente arrojó una clara conclusión, algo tan duramente vergonzoso como alivianteː el padre de Milch era ario y no era Anton, sino alguien a quien la Iglesia no hubiera aceptado como esposo de Klara. Para reforzar estas conclusiones, E. Milch visitó en su lecho de muerte a Anton Milch el 7 de octubre de 1933. Anton le dictó una declaración donde se ratificaba lo que la Gestapo había descubierto; firmado al pie la misma declaraba que no había tenido hijos propios y desheredaba a los cuatro hijos de Klara.
La declaración de Anton fue mostrada a Adolf Hitler, y el 1 de noviembre Milch anotó en su diario particular: «Tarde, Göring ha hablado con Hitler, von Blomberg y Hess sobre mi familia». Pocas horas después agregó un apéndice: «Todo está en orden».

## Segunda Guerra Mundial
Tras el estallido de la Segunda Guerra Mundial, ahora con el título de general, Milch estuvo al mando de un ala de la Luftwaffe (la Luftflotte V) durante la campaña de Noruega. Fue ascendiendo a Mariscal de Campo el 19 de julio de 1940 en la Ceremonia del Mariscal de Campo, junto con otros doce altos oficiales alemanes que habían tenido una destacada participación en las recientes campañas de Francia y Polonia, recibió el título de inspector general del Aire. En 1944, intentó convencer a Hitler, junto con Joseph Goebbels y Heinrich Himmler, para que relevara a Göring del mando de la Luftwaffe tras el fracaso de la invasión de la Unión Soviética (Operación Barbarroja). Cuando Hitler se negó, Göring contraatacó, forzando a Milch a abandonar su cargo. Trabajó bajo las órdenes de Albert Speer durante el resto de la guerra.

## Después de la guerra
Tras el suicidio de Hitler, Milch intentó huir de Alemania, pero fue capturado por las fuerzas aliadas en la costa báltica el 4 de mayo de 1945 y posteriormente juzgado como criminal de guerra en los Juicios de Núremberg. Fue declarado culpable y condenado a cadena perpetua en la prisión de Landsberg, aunque fue liberado en junio de 1954. Vivió el resto de su vida en Düsseldorf, donde moriría en 1972.
David Irving publicó en 1973 su biografía bajo el título The Rise and Fall of the Luftwaffe: The Life of Field Marshall Erhard Milch. Existe una edición en español publicada en Buenos Aires en 1993 por Planeta. "Ascenso y caída de la Luftwaffe".